# Савест
Савест је склоност, интуиција или суд која помаже у разликовању доброг од лошег. Морални суд може се извести из вредности и норми (принципа и правила). У психолошком смислу савест се често описује као фактор који доводи до осећања гриже савести када човек учини радње које иду против његових/њених моралних вредности и осећања поштења или интегритета када су поступци у складу са таквим нормама Мера у којој савест утиче на морални суд пред акцију и да ли такви морални судови јесу, или треба да се заснивају на разуму, предмет је дебате која се протеже кроз већи део историје западне филозофије.
Религијски погледи на савест обично третирају исту, као повезану или са инхерентним моралом утканим у свако људско биће, са доброћудним универзумом и/или са божанством. Различити ритуалне, митске, доктринарне, правне, институционалне и материјалне карактеристике религије не морају нужно бити повезана са искуственим, емотивним, духовним или контемплативним разматрањима о пореклу и функционисању савести. Уобичајени секуларни или научни погледи виде порекло људског капацитета за савест, као вероватно генетски одређеног, док је садржај савести највероватније предмет учења, и бива интернализован кроз процес социјализације.
Најчешће коришћене метафоре за савест, јесу: "унутрашњи глас" и "унутрашња светлост" Савест, је уз то и значајан концепт у националном и међународном праву, који се све више схвата и примењује на свет у целости.
Савест није само предмет интересовања науке, филозофије, религије, права, већ и уметности и уметника, а има многих истакнутих примера у домену књижевности, музике и филма.

## Верски, секуларни и филозофски погледи на савест
Иако човечанство није изнедрило општеприхваћену дефиницију савести или постигло универзални договор о њеној улози у етичком одлучивању, три приступа се могу разликовати у приступу овој проблематици:
- Верски погледи
- Секуларни погледи
- Филозофски погледи

## Верски погледи
У књижевним традицијама Упанишаде, Брамасутри и Бхагавад Гити, савест је ознака додељена особинама које представљају знања о врлинама и пороцима, али и о добру и злу, које душа стиче по делању и последичном гомилању карме кроз многе животе.  Према Ади Шанкару, морално исправно делање (окарактерисано као скромно и саосећајно обављање примарне дужности чињења добра другима без очекивања материјалне или духовне награде) помаже "очишћењу срца" и обезбеђује ментални мир, али она сама не обезбеђује директну перцепцију "стварности“.. Ово сазнање захтева дискриминацију између вечног и не-вечног, и на крају, реализацију кроз контемплацију да се право сопство обједињује у универзуму чисте свести.
У зороастријанској вери, после смрти душа се мора суочити са пресудом на мосту сепаратору, тамо су зли људи мучени претходним порицањем сопствене више природе или савести, и "све време ће бити гости за дом лажи." Кинески концепт Рен, указује да савест, заједно са друштвеном етикетом и коректним односима, поможе људима да следе Пут, (Тао) начин живота који одражава имплицитни људски капацитет за доброту и хармонију.
Савест такође има значајну улогу у будизму У пали текстовима, на пример, Буда повезује позитиван аспект савести са чистим срцем и мирним, добро усмереним умом: "Када је ум лицем у лице са истином, самосветлећа искра мисли се открива у унутрашњем језгру нас самих, и по аналогији, сва реалност. " Буда такође асоцира савест са саосећањем, за оне који морају да издрже све своје жеље и патње у свету док право понашање не кулминира у исправну сабраност и исправну контемплацију. 
Сантидева (685–763) писао је о духовном значају усавршавања врлина као што су великодушност, стрпљивост и тренирања свести да буде као "цепаница" онда када је привучена пороцима као што су понос или пожуда; тако да појединац може неометано наставити своје напредовање ка правом разумевању у медитативној апсорпцији Савест се тиме манифестује у будизму као несебична љубав за сва жива бића која се постепено појачава и буди у чистије стање свести, где се ум повлачи од заинтересованости за чулне подражаје и постаје свестан себе као јединствене целине.
Исламски концепт Такве је тесно повезан са концептом савести. У стиховима Кур'ана 2:197 и 22:37, Таква се односи на "исправно понашање" или "побожност", "чување себе" или "чување од зла“. Кур'ан, стих 47:17, каже да је Бог крајњи извор Такве верника, која није само производ индивидуалне воље, већ захтева инспирацију од Бога.  У Кур'ану стихови 91:7-8, говоре о томе како је Бог свемогући, усавршио душу, савест и да ју је научио погрешном и добру. Дакле, свест о пороку и врлини је инхерентна души, што омогућава да буде правично тестирана у животу овог света и искушана, те држана одговорном за дела и одговорност према Богу и свим људима.
Кур'ан, 49:11-13 стихови о држави: "О човечанство, створисмо вас од мушког и женског и конституисали вас у различите групе и друштва, како бисте упознали једни друге-најплеменитији од вас, пред Богом, су они који поседују Такву. " У исламу, према еминентним теолозима какав је Ал-Газали, иако су догађаји рукоположени (и написани од стране бога), људи поседују слободну вољу да бирају између исправног и погрешног, и на тај начин су одговорни за своје поступке. Савест је динамична лична веза са Богом, унапређена кроз знања и практиковање пет стубова ислама, дела побожности, покајања, самодисциплине и молитви, или уништена и метафорички прекривена црнилом кроз грешна дела
У традицији протестантске хришћанске цркве, Жан Калвин разумео је савест као бојно поље:"[...] Непријатељи који устају у нашој савести против његовог Краљевства и ометају његове декрете показују да божији трон није чврсто успостављена у нама." Многи хришћани сматрају слеђење индивидуалне савести као важан као, или чак важнији од, поштовање људских ауторитета.  Фундаменталистички хришћански поглед на савест може бити:. "Бог нам је дао нашу савест да бисмо знали када смо прекршили његов закон, а кривица коју осећамо када урадимо нешто лоше нам говори да морамо да се покајемо " Ово понекад, може довести до моралних недоумица:" Да ли да безрезервно слушам своју Цркву/ свештеника/војног/политичког лидера или да пратим свој унутрашњи осећај за добро и лоше по налогу молитве и личног читања Писма? " Неке савремене хришћанске цркве и верске групе држе до моралних поука Десет заповести или до Исуса као до највишег ауторитета у свакој ситуацији, без обзира у којој мери то подразумева правне одговорности.  У Јеванђељу по Јовану (7:53-8:11) Исус изазива оне који оптужују жену за прељубу наводећи: "Онај који је без греха међу вама, нека први баци камен на њу.". У Јеванђељу по Луки (10: 25-37) Исус прича причу о томе како се презрени и јеретички Самарићанин (види параболи о добром Самарићанину) који (из саосећања и савести) помаже повређеном странцу поред пута, боље квалификује за вечни живот волећи свог ближњег, него свештеник који пролази на другој страни пута.
Ова дилема послушности у савести, божанском или државном закону, је драматично показала Антигона својим пркошењем наредби краља Креонта, против сахрањивања њеног брата наводно издајника, ослањајући се на "неписани закон" и на "дужу оданост мртвима него да живима ".
Католичка теологија види савест као последњи практични "суд разума који у одговарајућем тренутку налаже [лицу] да уради добро и да избегне зло." Дакле, савест није као воља, нити навика попут разборитости, већ "унутрашњи простор у којем можемо слушати и чути истину, добро, глас Бога. То је унутрашње место нашег односа са Њим, који говори нашем срцу и помаже нам препознати, разумети пут који треба да предузмемо, а када се донесе одлука, да се креће напред, да остане веран." У погледу логике, савест се може посматрати као практично закључење моралног силогизма чија је главна премиса (мајор)објективна норма, а минор премиса посебан случај или ситуација у којој се примењује норма. Тако, католици су научени да се пажљиво образују како у погледу откривених норми, норми изведених из њих, тако и у погледу формирања исправне савести. Католици такође свакодневно и са посебном пажњом пре исповести испитају своју савест. Њихово учење налази да, "Човек има право да делује у складу са својом савешћу и слободом, и да доноси моралне одлуке. Он не сме бити приморан да делује противно сопственој савести. Нити он сме бити спречен да поступа према својој савести, нарочито у верским стварима. " Ово право савести не дозвољава да се неко произвољно не слаже са учењима Цркве, тврдећи притом, да поступа у складу са савешћу. Искрена савест претпоставља да појединац марљиво трага за моралном истином од аутентичних извора, то јест, тежи да усклади себе са том моралном истином слушајући ауторитете постављене од стране Христа да га науче томе. Ипак, упркос нечијим најбољим напорима, "може се десити да морална савест остане у незнању и доноси погрешне судове о актима који се врше или су већ почињени... Ово незнање се често може приписати личној одговорности... У таквим случајевима, особа је крива за зло које је учинила." Неки католици ослањају се на савест да би оправдала неслагање, не на нивоу савести, већ на нивоу принципа и норми које би требало да информишу савест. На пример, неки свештеници служе се решењима, такозваног, унутрашњег форума (који није санкционисан од стране Магистеријума) да би оправдали поступке или начин живота који су несагласни са учењима Цркве, као што је Христова забрана поновног брака после развода или сексуалне активности ван брака.
Јудаизам не захтева бескомпромисну послушност верском ауторитету; постоје докази да су током јеврејске историје рабини заобилазили законе које су сматрали за несавесне, попут смртне казне Слично, мада је заинтересованост за националну судбину, централни део јеврејске вере (види ционизам) многи научници изјавили су да је савест као лично разоткривање истине била важна допуна талмудовске традиције. 

## Секуларни погледи
Секуларни приступ савести укључује психолошке, физиолошке, социолошке, хуманитарне и ауторитарне приступе концепту савести. Лоренс Колберг сматра критичку савест за веома важну психолошку фазу у правилном моралном развоју људи, повезану са способношћу да се рационално одмери принципи одговорности. Најбољи подстицај за овакав развој, види у повезивању са духовитим персонификацијама у младалачкој доби (као што рецимо Џимини Крикет) а касније у адолесцентском добу преко расправама и разговора о индивидуалним моралним дилемама.
Ерик Ериксон поставља развој савести у "пред-школску" фазу развоја, на његовој осмоделној лествици нормалног развоја људске личности.
Психолог Марта Стоут дефинише савест као "интервенирајући осећај обавезе заснован на нашим емоционалним везама." Тако добра савест је повезана са осећањима интегритета, целовитости и посебно психолошке целовитости и мирољубивости, и обично се описује придевима као што су "тихо", "јасно" и "лако“.
Зигмунд Фројд сматра да је савест као психолошка карактеристика својим пореклом повезана за раст и развој цивилизације, који периодично фрустрира спољашњи израз агресије: како су деструктивни импулси приморани да траже алтернативу, здрав начин, усмеравају своју енергију кроз Супер-его против сопственог "Ега", или себичности (често преузимајући обрасце од родитеља током детињства) Према Фројду, последица непоштовања наше савести је кривица, што може бити фактор у развоју неурозе;. Фројд је тврдио да и културни и индивидуални Супер-его постављају строге идеалистичке захтеве у вези са моралним аспектима одређених одлука, према којима бити непослушан изазива страх "савести“.

### Савест као инстинкт који формира друштва
Мишел Глотјер тврди да је савест један од инстинкта и нагона који омогућавају људима да формирају друштва: групе људи без ових нагона или међу којима су они недовољно развијени, не могу формирати друштва и не репродукују своју врсту успешно као они код којих ово није случај.
Чарлс Дарвин је сматрао да је савест еволуирала у људима како би решили конфликте између конкурентних природних импулса- од којих се неки тичу самоодржања а други безбедности породице или заједнице, подређивање савести моралном ауторитету у овом случају резултује "дужим трајањем утисака социјалних инстинката" у борби за опстанак. У таквим контесту, понашање деструктивно по друштво у којем појединац живи, било по друштвене структуре било по људе који га чине) је лоше или "зло" Тако, савест може да се посматра као исход тих биолошких нагона који спречавају људе да изазивају и провоцирају страх или презир у другима; доживљавањем осећаја кривице и срама на различите начине, зависно од друштва до друштва и особе до особе. Основни предуслов савести у овом погледу јесте способност да сами себе видимо са становишта другог лица. Особе које не могу да ураде ово (психопате, социопате, нарциси) стога се често понашају на начине који се доживљавају као "зло“.
Фундаментално у овом приказу савести, јесте да људи увиде да се са неким "другим" налазе у друштвеном односу. Тако, национализам се позива на савест да угуши племенске сукобе а концепт братства свих људи, позива на гушење националних сукоба. Ипак, такви групни нагони могу, не само да загуше већ и да редефинишу индивидуалну савест. Фридрих Ниче је изјавио: " комунална солидарност је уништена од стране највиших и најснажнијих нагона који када избијају страсно, односе појединца далеко изнад просечно ниског нивоа „савести крда“
Џереми Бентам је приметио да: "фанатизам никад не спава ... никада није заустављен савешћу, јер присиљава савест у своју службу "
Хана Арент у својој студији "суђења" Адолфу Ајхману у Јерусалиму, констатује да је оптужени, као и скоро све његове колеге Немци, изгубио појам о својој савести до тачке да су је се једва сећали, што сматра није изазвано зверствима са којима су имали везе или путем психолошког преусмеравања природно насталог сажаљења према себи због подношења такве непријатне дужности, колико чињеницом да било ко, чија је савест развила сумњу, није видео никога са киме дели своје сумње: "Ајхман није морао да се оглуши о глас своје савести ... не зато што је није имао, већ зато што је његова савест говорила"угледним гласом“, гласом угледног друштва које га је окруживало".
Интересантно подручје истраживања у овом контексту односи се на сличности између наших односа и оних међу животињама, без обзира да ли су животиње у људском друштву (љубимци, радне животиње, чак и животиње узгајане за храну) или у дивљини Једна идеја је да када људи или животиње доживљавају неки друштвени однос као важан за очување, њихова савест почиње да поштује то некадашње "друго", и подстиче акције које га штите. Слично, у сложеним територијалним и кооперативним заједницама птица (као што је аустралијска сврака) који имају висок степен етикета, правила, хијерархија, игре, песме и преговора, кршење правила се изгледа толерише у приликама које нису директно повезане са преживљавањем јединке или групе, ; уз то у понашању се често манифестује дирљива нежност и осетљивост

### Еволуциона биологија и физика
Савремени научници у домену етологије и еволутивне психологије настоје да објасне савест као функцију мозга која се развила да олакша алтруизам унутар друштава.
У својој књизи Илузија Бога, Ричард Докинс наводи да, се наш осећај за добро и лоше може извести из наше „дарвиновске“ прошлости. 215}}</ref> Кристофер Хиченс у својој књизи Бог није велики тврди да: "модерни народни језик не описује појам савести превише лоше-дакле, као оно што нас тера да се понашамо добро онда када нико не гледа... Они који верују да је постојање савести доказ о постојању дизајна користе аргумент који једноставно не може да се оповргне јер нема доказа за или против њега. " Биолог Џереми Грифит је дефинисао савест као глас инстинктивног моралног осећања својственог нашој врсти, који је стечен пре психолошки проблематичног људског стања.
Савест је међутим, данас такође и питање модерне физике а третира се као манифестација наше фундаменталне природе (можда шире од димензија сведених на три димензије простора и једне времена - види теорија струна) који нас позива да стварамо симетрију и кохерентност у универзуму идеализовањем геометријских и математички елегантних закона у управљању, уметности и технолошким иновацијама, дакле, баш као што материја и фотони истовремено постоје и као честица и као талас према квантној механици, тако смо и ми у дуалном стању, на линији између ; сопственог интереса ("шта ја желим? ") и савести (" шта је моја дужност? ").

## Филозофски погледи
Реч "савест" етимолошки води порекло од латинске речи conscientia, што значи "поверљивост знања." или "са-знањем“. Енглеска реч подразумева унутрашњу свест о моралном стандарду у уму који се тиче квалитета нечијег мотива, као и свест о сопственим акцијама. Тако савест посматрано филозофски може бити наш први, а можда и најчешће, углавном неистражени " осећај у стомаку (gut feeling)" или "нејасни осећај кривице" о томе шта би требало да буде, или би требало да се уради. Савест у том смислу није нужно производ процеса рационалног сагледавања моралних карактеристика ситуације (или важећих нормативних принципима, правилима и закона) и може да води порекло од родитеља, вршњачке групе, верске, државе или корпоративне индоктринације, која може или не мора бити тренутно свесно прихватљива за лице ("традиционална савест"). Савест се може дефинисати као практични разум који се ангажује када је потребно применити морална уверења на ситуацију ("критична савест")
У наводно морално, сазрелим мистичним људима који су развијали овај капацитет кроз свакодневну контемплацију или медитацију, у комбинацији са несебичним служењем другима, критична савест може бити потпомогнута варницама интуитивних увида или откровења (Марифа у исламској суфи филозофији и sindersis у средњовековној хришћанској схоластичкој моралној филозофији). 

### Средњовековни филозофски погледи
Средњовековни исламски учењак и мистик Ал-Газали је поделио концепт душе или сопства (духовности) у три категорије базирано на Кур'ану:
1.Nafs Ammarah (12:53) - "подстиче човека да се слободно препустити страстима, задовољавајући их и подстичући на чињење зла"
2.Nafs Lawammah (75:2)- "савест која усмерава човека према добру или злу"
3.Nafs Mutmainnah(89:27)- "сопство које је достигло крајњи мир"
Средњовековни персијски филозоф и лекар Мухамед ибн Закарија ал Рази веровао је у близак однос између савести или духовног интегритета и физичког здравља; уместо да буде само-попустљив, човек би требало да настави знање, користи свој интелект и примењују правду у свом животу Средњовековни исламски филозоф Авицена, док је био затворен у дворцу Фардајан, записао је свој чувени мисаони експеримент "Плутајући човек" базиран на чулној депривацији зарад истраживања идеја људске самосвести и супстанцијалитета душе; његова хипотеза је да кроз интелигенцију, посебно активни разум, Бог преноси истину људском уму или свести
Неки средњовековни хришћански схоластици попут Бонавентуре правили су разлику између савести као рационалног капацитета ума (практичан разум) и унутрашње свесности, интуитивне искре да се чини добро, под називом syndersis која произилази из уважавања апсолутног добра које када је свесно негирано (на пример, вршење злог дела), постаје извор унутрашњег мучења. Рани модерни теолози попут Вилијама Перкинса и Вилијам Амеса развили су силогистичко разумевање савести, где је Божији закон прва премиса, акт суђења друга, и на крају деловањем савести (као рационалног капацитета) производи се пресуда као коначни закључак. Расправљањем око различитих случајева и примењивањем овог концепта савест се вежба и рафинира.
У 13. веку, Свети Тома Аквински сматра савест као примену моралног знања на конкретне случаје. Тако, савест се сматра актом или пресудом практичног разума, која се развија почев од структурираног развоја наше урођене свести о апсолутном добру, ка развоју стечене навике ка примени моралних начела. Према Сингеру, Тома Аквински је држао до тога да је савест, несавршени процес пресуде примењен на одређену активност јер је знање о природном закону (и свих имплицитних аката природне врлине) помрачено у већини људи, образовањем и обичајима који промовишу себичност пре него колегијална осећања. Аквински је расправљао о савести с обзиром на врлину разборитости у покушају да објасни зашто су неки људи изгледа мање "морално просветљени" него други, јер их њихова слаба воља чини неспособним да адекватно балансирају и усклађују своје потребе са другима.
Аквински је сматрао да је поступање супротно савести, злодело, али да је лутајућа савест крива само онда ако је овакво понашање резултат игнорисања фактора и чињеница које је појединац у обавези да познаје. Аквински је такође тврдио да се савест треба образовати тако да делује у правцу правог добра (од Бога) које подстиче људски процват, него очигледног добра каква доносе чулна задовољства У свом коментару Аристотелове Никомахове етике, Аквински тврди да је слаба воља та која је омогућила човеку ниске врлине да постави принципе који омогућавају задовољство испред оних који захтевају морална ограничења.

### Модерне филозофске идеје
Бенедикт де Спиноза у својој етици, објављеној после његове смрти 1677. године, тврди да већина људи, чак и оних који сматрају да остварују слободну вољу, граде моралне одлуке на основу несавршених сензорних информација, неадекватног разумевања сопственог ума и воље, подједнако као и својих емоција које су резултати њиховог физичког постојања, и облика мисли оштећених тиме што су углавном присиљене од стране нагона и закона самоодржања. Решење, према Спинози, било је да се постепено повећава капацитет нашег разума за промену облика мисли произведених од стране емоција и да се уместо тога заљубимо у посматрање проблема који захтевају доношење моралне одлуке са становишта вечности. Према томе, живети живот мирне савести значи по Спинози да се разум користи за генерисање одговарајућих идеја где ум све више посматра свет и његове сукобе, наше жеље и страсти, не узимајући у обзир време. Хегелова нејасна и мистична Филозофија духа сматра, да апсолутно право на слободу савести олакшава људско разумевање свеобухватног јединства, апсолутног, које је рационално, реално и истинито. Ипак, Хегел је сматрао да ће функционална држава увек бити у искушењу да не признаје савест у свом облику субјективног знања, баш као што су слични облици не-објективног мишљења генерално одбачени у науци.
Како су свети текстови древне хиндуистичке и будистичке филозофије постали доступни на немачким преводима у периоду 18. и 19. веку, они су оставили трага у мисли филозофа попут Шопенхауера, наводећи их на став да у здравом уму само дела угњетавају нашу савест, али не и жеље и мисли, "јер само су наша дела та која нас држе испред огледала наше воље "; добру савест, мислио је Шопенхауер, доживљавамо након сваког несебичног дела које настаје из директног признања нашег унутрашњег бића у феномену другог, она нам даје верификацију" да наше истинско Ја постоји не само у нашој сопственој личности, тој специфичној манифестацији, већ у свему што живи. Овиме срце расте, увећава се, док га егоизам грчи и гуши.. "
Имануел Кант, централна фигура у доба просветитељства, такође је тврдио да само две ствари испуњавају његов ум са новим и све већим дивљењем и страхопоштовањем- што је више и чешће усмерен на : "звездано небо изнад мене и морални закон у мени ... други почиње од мог невидљивог сопства, моје личности, и излаже ме свету који има истинску бесконачност, али где сам себе препознајем као биће које егзистира у универзалној и неопходног конекцији. 'Универзална веза' на коју се овде мисли је Кантов категорички императив који гласи:"поступај само према оној максими за коју можеш пожелети да постане универзални закон " Кант сматра да је критична савест наш интерни суд у коме наше мисли или оптужују једне друге или оправдавају. Морално зрели људи често описују задовољство или мир у души након што су следили савест у обављању дужности, али је тврдио да, да би таква дела произвела врлину њихова примарна мотивација треба да буде једноставно дужност, а не очекивање једног таквог блаженства.
Русо је изразио сличан став, да савест некако повезује човека у веће метафизичко јединство. Савест је овде дефинисана као осећање које нас нагони, упркос супротним страстима, према двеју хармонија: једна у нашим умовима и између наших страсти, а друга унутар друштва и међу његовим члановима; "најслабији може апеловати на савест у најјачима, а апел, иако често неуспешан, увек је узнемирујући. Колико год корумпирани од стране власти или богатства можемо бити, било као држаоци власти њих или као жртве, постоји нешто у нама што служи томе да нас подсети да је ова корупција против природе. "
Други филозофи изразили су скептичнији и прагматичнији поглед на рад "савести" у друштву Џон Лок је у својим есејима тврдио да распрострањена чињеница људске савести дозвољава филозофима да закључи о неопходности постојања објективних моралних закона који се повремено могу супротстављати држави. Лок је истакао да проблем метаетике, да ли прихвати изјаву попут "прати своју савест" подржава субјективистичко или објективистичко конципирање савести као водича у конкретној моралности, или као спонтаног откровења вечних и непроменљивих принципа у појединцу: ". ако је савест доказ урођених принципа, њена супротност може такође бити део урођених принципа; јер неки људи са истим убеђењем савести јуре за оним што други избегавају"
Томас Хобс је такође прагматично приметио да формирана мишљења на основу савести и са пуним и искреним уверењем, ипак увек треба прихватити са резервом као потенцијално погрешна и као мишљења која нужно не указују на апсолутна знање или истину.
Адам Смит је сматрао да само уколико развијемо критичку савест можемо заиста видети шта се односи на нас саме у правом облику и димензијама; и само тада можемо направити било какво правилно поређење између наших интереса и оних других људи. Џон Стјуарт Мил је веровао да идеализам о улози савести у влади треба бити ублажен са практичном реализацијом да је мало људи у друштву у стању да усмерава своје умове или намере према удаљеним или неочигледним интересима, без обзира да ли су утемељени на симпатијама или на осећању савести.
Хана Арент истакла је, следећи утилитаристичку логику Џона Стјуарта Мила, да лоша савест не мора нужно да значи и лош карактер, у ствари, само они који изразе чврсту посвећеност примени моралних стандарда имаће проблем са осећајем кривице и кајањем, и имаће потребу да поврате интегритет и целовитост сопства. Поредећи нашу душу или истинско Ја, са нашом кућом, Арент пише да је "савест антиципација партнера који те чека, ако и када дођеш кући. " Арент верује да људима који нису упознати са процесом тихе критичке рефлексије на тему онога што раде и говоре, неће сметати да, контрадиктујући себи, чине неморална или криминална дела, јер они могу да" рачунају на то да ће све бити заборављено већ следећег момента, "лоши људи нису пуни кајања Арентова је такође писала речито и о проблему језика који разликују реч свест од речи савест. Један од разлога је, сматра она, био тај што је савест, онако како је разумемо у моралним или правним питањима, претпоставља се, увек присутна у нама, баш као и свест: "и ова савест би, претпоставља се, требало да нам каже шта да радимо и зашта да се покајемо; пре него што је постала lumen naturale или Кантов практични разум, била је глас Бога."
Алберт Ајнштајн, као следбеник хуманизма и рационализма, такође је видео просветљену, верујућу особу као појединца, чија савест одражава да је он "колико му то способности дозвољавају ослободио себе окова својих себичних жеља и преокупиран је мислима, осећањима и тежњама до којих држи због њихове супер-личне вредности " Ајнштајн је често реферисао на " унутрашњи глас "као извор како моралног тако и физичког знања:"квантна механика је веома импресивна, али унутрашњи глас ми говори да то није реална ствар, теорија добро ради посао, али тешко да појединца приближава тајнама Старог...ја сам у свим догађајима убеђен да се он не игра коцкицама. "
Мајкл Валцер је тврдио да је раст верске толеранције у западним земљама, настао између осталог, због општег признања да лична савест означава неко унутрашње присуство божанства, без обзира на веру и опште поштовање, побожност, само-ограничење, и секташку дисциплину који је обележавала већину људи који су се позивали на права савести. Валцер је такође тврдио, да сви покушаји судова да дефинишу савест само као лични морални код или као искрено веровање, ризикују да подстакну анархију моралних егоизама, осим ако је такав код и мотив нужно ублажен заједничким моралним знањем: изведеним било из везе појединца за универзалним духовним поретком, или из заједничких начела и заједничког ангажмана несебичних људи.
Роналд Дворкин сматра да је уставна заштита слободе савести од централног значаја за демократију, али ствара личне обавезе по којима треба водити живот: "Слобода савести претпоставља личну одговорност рефлексије, и губи много од свога значења када се та одговорност занемарује. Добар живот не мора нужно да буде посебно рефлективан, већина најбољих живота је једноставно проживљена а не студирана. Али постоје тренуци који вапе за самопотврђивањем, када је пасивно покоравање судбини или механичко решење из поштовања или погодности, издаја, јер се губи достојанство у замену за једноставност. "
Едвард Конзе изјавио је да је од важности за индивидуални и колективни морални раст препознати илузију да је наша савести у потпуности у нашем телу; заиста и наша савест и наша мудрост прошириће се када делујемо на несебичан начин и обрнуто "потиснуто саосећање резултоваће несвесним осећањем кривице.